# Frederick Steele
Pour les articles homonymes, voir Steele.
Frederick Steele (né le 14 janvier 1819 à Delhi, État de New York, et décédé le 12 janvier 1868 à San Mateo, Californie) est un major général de l'Union.

## Avant la guerre
Frederick Steele sort diplômé de West Point en 1843.
Il est breveté second lieutenant le 1er juillet 1843 dans le 2nd U.S. Infantry et est promu à ce grade le 15 mars 1846. Il participe à la guerre américano-mexicaine. Il est breveté premier lieutenant pour bravoure et conduite méritoire lors de la bataille de Contreras. Sa participation à la bataille de Chapultepec lui procure un brevet de capitaine, le 13 septembre 1847 pour bravoure et service méritoire. Il participe aussi aux batailles d'Ocalaca, de Churubusco et de Molino del Rey. Il commande alors une compagnie dans la ville de Mexico jusqu'à la signature du traité de paix. Il est promu premier lieutenant le 6 juin 1848.
Il est alors affecté, avec le 2nd U.S. Infantry, sur la côte ouest sous les ordres du major général (breveté) Bennett Riley qui commande le département militaire de la haute Californie. Il est nommé aide de camp du 6 septembre 1849 au 5 février 1855. Il est promu capitaine le 5 février 1855.

## Guerre de Sécession
Frederick Steele est promu commandant le 14 mai 1861 dans le 11th U.S. Infantry. Il est affecté à fort Leavenworth. Il participe, sous les ordres du général Nathaniel Lyon à la bataille de Wilson's Creek où il commande quatre compagnies et une section d'artillerie,. Il est nommé colonel du 8th Iowa infantry le 23 septembre 1861 et prend le commandement d'une brigade de l'armée de l'ouest,. Il est nommé brigadier général des volontaires le 29 janvier 1862. Il est affecté au district du Missouri du sud-ouest. Il prend le commandement de la 1st division de l'armée du Sud-Ouest et participe à la campagne de l'Arkansas qui aboutit à l'occupation de Helena.
Il est nommé major général des volontaires le 29 novembre 1862. Il prend alors le commandement d'une division du XIIIe corps de l'armée du Tennessee sous les ordres du général William Tecumseh Sherman et participe à la bataille de Chickasaw Bluffs. Il participe à la bataille d'Arkansas Post.
Pendant la seconde campagne de Vicksburg, il commande la 1st division du XVe corps. Il est breveté colonel le 4 juillet 1863 pour bravoure et service méritant lors de la campagne aboutissant à la capture de Vicksburg. Après la capture de Vicksburg, il prend le commandement du VIIe corps en Arkansas afin d'y expulser les forces de la Confédération . Le 17 juillet 1863, à la tête de trois brigades, il engage le combat avec la cavalerie de Jackson à Brandon et la repousse hors de la ville. Il est promu lieutenant-colonel dans le 3rd U.S. Infantry le 26 août 1863. Il capture Little Rock le 10 septembre 1863, lors de la bataille de Bayou Fourche.
Il participe à la campagne de la Red River qui est un fiasco nordiste. Cependant, lors de la bataille de Jenkins' Ferry, il parvient à faire traverser la Sabine River à la plupart des forces sous son commandement.
Le 13 mars 1865, il est breveté brigadier général  pour bravoure et service méritant lors de la capture de Little Rock Ark et major général pour bravoure et service méritant durant la guerre.
Le 9 avril 1865, il mène l'assaut final lors de la bataille de Fort Blakely, capturant le général Francis Marion Cockrell et ouvre la route vers Mobile aux troupes de l'Union.

## Après la guerre
Frederick Steele est promu colonel dans le 20th U.S. Infantry le 28 juillet 1866. Il quitte le service actif des volontaires le 1er janvier 1867. Il prend le commandement du département du Columbia. En déplacement à San Mateo, Frederick Steele fait une chute de boguet et décède deux jours plus tard, le 12 janvier 1868. Il est enterré à Colma, Californie.

## Hommages
Le fort Fred Steele établi le 30 juin 1868 dans le Wyoming a été nommé en son honneur.